# Phytophthora cinnamomi
Espèce
Phytophthora cinnamomi est un protiste de la classe des Oomycètes vivant dans les sols humides et qui provoque chez les plantes infectées des symptômes de pourriture des racines (pourridié) ou  de mort de la cime (dépérissement terminal).

## Cycle biologique et symptômes
Phytophthora cinnamomi vit dans le sol et dans les tissus végétaux. Cet organisme peut prendre différentes formes et se déplacer dans l'eau.
Dans les périodes d'environnement difficiles, les organismes se transforment en chlamydospore dormantes. Lorsque le milieu devient plus favorables, les chlamydospores germent, produisant du mycélium (ou hyphes) et des sporanges.
Les sporanges murissent, libérant des zoospores qui infectent les plantes en pénétrant derrière l'apex des racines. Les zoospores ont besoin d'eau pour se déplacer  dans le sol et c'est la raison pour laquelle l'infection se rencontre plus facilement dans les sols humides. Le mycélium (ou hyphes) pousse à l'intérieur de la racine où il absorbe les glucides et autres nutriments, en détruisant les structures, empêchant la plante de transporter la sève brute vers les tiges et donnant cet aspect de pourriture de la racine.

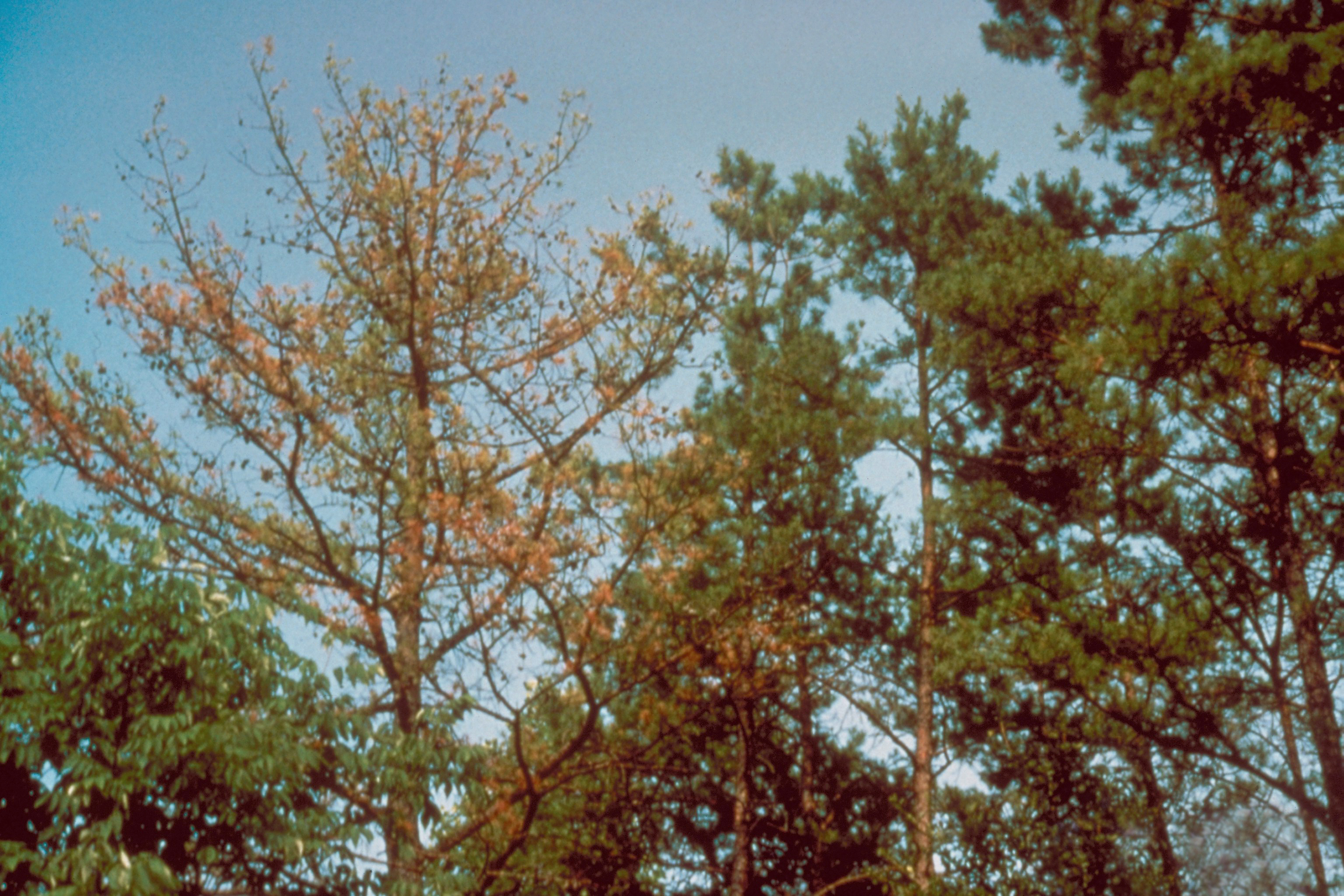
Pinus echinata desséché par une attaque de P. cinnamomi (à gauche). Arbres sains à droite.

Les premiers signes de la maladie sont le flétrissement, le jaunissement et le dessèchement du feuillage, les feuilles mortes restant sans tomber sur la plante, ainsi que le noircissement des racines. Très souvent la maladie aboutit à la mort de cette dernière surtout en été, en période de sécheresse, quand la plante a besoin d'eau.
Différentes plantes peuvent être atteintes, notamment les conifères (cyprès, pins, cèdres, thuyas), les Ericaceae (rhododendrons, azalées, bruyères, callunes, arbousiers), le châtaignier et les chênes (maladie de l'encre, ce qui lui vaut le nom de « chancre » ou « Encre » du Chêne rouge d'Amérique), etc.

## Liste des variétés
Selon Catalogue of Life (2 août 2013) :
- variété Phytophthora cinnamomi var. cinnamomi
- variété Phytophthora cinnamomi var. parvispora Kröber & Marwitz 1993
- variété Phytophthora cinnamomi var. robiniae

Selon NCBI (2 août 2013) :
- variété Phytophthora cinnamomi var. cinnamomi
- variété Phytophthora cinnamomi var. parvispora
- variété Phytophthora cinnamomi var. robiniae